# M (James Bond)
M er en fiktiv person i Ian Flemings James Bond-bøger og i filmene, som er baseret på romanerne. M er chef for efterretningstjenesten Secret Intelligence Service (MI6) og er Bonds overordnede. Fleming baserede karakteren på flere ledende personer, som han kendte, fra den britiske efterretningstjeneste. M har optrådt i Flemings noveller og i syv af forfatterens fortsættelser på universet samt i 24 film. I Eon Productions filmserie bliver M spillet af fire skuespillere: Bernard Lee, Robert Brown, Judi Dench og Ralph Fiennes i den etablerede filmrække, og i de to uafhængige produktioner af John Huston, David Niven og Edward Fox.

## Liste over M i filmene
Rollen som M har været besat af flere skuespillere siden den første film fra 1962:
- Bernard Lee (1962–1979)
- John Huston (1967)
- David Niven (1967)
- Edward Fox (1983)
- Robert Brown (1983–1989)
- Judi Dench (1995–2012)
- Ralph Fiennes (2012–nu)

| Film | Spire Denne filmartikel er en spire som bør udbygges. Du er velkommen til at hjælpe Wikipedia ved at udvide den. |